# سابندان (مقاطعة دورود)
سابندان (بالفارسية: سابندان) هي قرية تقع في قسم جان الريفي (مقاطعة دورود) في إيران. يقدر عدد سكانها بـ 382 نسمة بحسب إحصاء 2016.